# Cod ATC P03
Codul ATC P03 Ectoparaziticide, inclusiv scabicide, insecticide și repelente este o parte a sistemului de clasificare anatomică, terapeutică și chimică a medicamentelor, un sistem dezvoltat de către Organizația Mondială a Sănătății (OMS) pentru clasificarea medicamentelor și a altor produse medicinale. Subgrupul P03 este o parte a grupului P Produse antiparazitare.

## P03A Ectoparaziticide, inclusiv scabicide

### P03AA Produse cusulf
P03AA01 Dixantogen
P03AA02 Polisulfură de potasiu
P03AA03 Mesulfen
P03AA04 Disulfiram
P03AA05 Tiram
P03AA54 Disulfiram, combinații

### P03AB Produse cuclor
P03AB01 Clofenotan
P03AB02 Lindan
P03AB51 Clofenotan, combinații

### P03ACPiretrină, inclusiv cele sintetice
P03AC01 Pyrethrum
P03AC02 Bioaletrină
P03AC03 Fenotrină
P03AC04 Permetrină
P03AC51 Pyrethrum, combinații
P03AC52 Bioaletrină, combinații
P03AC53 Fenotrină, combinații
P03AC54 Permetrină, combinații

### P03AX Alte ectoparaziticide și scabicide
P03AX01 Benzoat de benzil
P03AX02 Oleinat de cupru
P03AX03 Malation
P03AX04 Quassia
P03AX05 Dimeticonă
P03AX06 Alcool benzilic

## P03B Insecticide și repelente

### P03BA Piretrine
P03BA01 Ciflutrină
P03BA02 Cipermetrină
P03BA03 Decametrină
P03BA04 Tetrametriă

### P03BX Alte insecticide și repelente
P03BX01 Dietiltoluamidă
P03BX02 Dimetilftalat
P03BX03 Dibutilftalat
P03BX04 Dibutilsuccinat
P03BX05 Dimetilcarbat
P03BX06 Etohexadiol